# Мезоамерика
Мезоаме́рика (от др.-греч. μέσος «средний») — историко-культурный регион (не путать с Центральной Америкой), простирающийся примерно от центра Мексики до Гондураса и Никарагуа. Термин был введён в обиход в 1943 году немецким историком и антропологом Паулем Кирхгоффом в одноимённом труде. Может отождествляться с понятием Центральная Америка.

## Определение
Термин Мезоамерика буквально переводится, как центральная Америка из греческого языка. В конкретном случае под определением понимаются территория центральной Америки, где существовали высокоразвитые культуры и цивилизации, обладающие общими религиозными и культурными признаками. Границы Мезоамерики всегда изменялись и зависели от экспансионистской политики тех или иных мезоамериканских государств. Впервые данное понятие использовал немецкий антрополог Пауль Кирхгофф, изучавший доколумбовые культуры и заметивший, что культуры, находящиеся на территории южной Мексики, Гватемалы, Белиза, Сальвадора, западного Гондураса, тихоокеанской низменности Никарагуа и северо-западной Коста-Рики обладали рядом общих признаков. На основе собранных данных, антрополог пришёл к выводу, что данные цивилизации образовывали общий культурный кластер в результате тысячелетнего соседства и взаимного культурного и торгового влияния. Данный термин по-прежнему остаётся официально принятым в научном сообществе, хотя также принято выделять цивилизации, принадлежащие к культурным кластерам аридоамерики и оазисамерики, которые не принято считать частью Мезоамерики.
Население мезоамерики в доколумбовую эпоху отличалось следующими признаками:
- общества на основе земледелия и выращивания кукурузы со сложными структурами правления, многие из которых развились в государство;
- обширные церемониальные центры или даже города с крупными каменными сооружениями (пирамиды, дворцы, арены для священной игры в мяч);
- высокий уровень развития ремёсел: обработка камня, керамики, дерева, текстиля, металла, рисование (вплоть до живописи);
- астрономические знания, аномально точный календарь, развитие своеобразных систем письменности.
- использование двух календарей, один религиозный 260-дневный календарь и 365-дневный календарь, основанный на солнечном году.
- использования двадцатеричной системы счисления
- наличие письменности, пиктографический и иероглифической и использование бумаги аматль для ритуальных целей
- культ крови, смерти, распространённая практика жертвоприношений, в том числе и человеческих
- религиозные пантеоны, сочетающие в себе признаки шаманизма, поклонению богам природы, символикам.
- вера в дуализм, которая пронизывала религии, культуру, политику и бытовую жизнь. Индейцы верили, что любое живое существо, вещь или событие имеют свою противоположную ипостась.
- наличие в языках народов Мезоамерики общих синтаксических, лексических и фонологические черт

## География
Цивилизации Мезоамерики располагались на среднеамериканском перешейке, соединяющем Северную и Южную Америки между 10° и 22° северной широты, и данные территории обладает сложным сочетанием экологических систем, топографических зон и экологических условий. Данные ниши делятся на две основные категории: Низменность (районы между уровнем моря и 1000 метрами над уровнем моря) и альтипланос, высокогорье (расположенное между 1000 и 2000 метров над уровнем моря). В низменных регионах наиболее распространены субтропический и тропический климат, в частности это справедливо для большей части побережья вдоль Тихого океана и Мексиканского залива и Карибского моря. Нагорье демонстрирует гораздо большее климатическое разнообразие: от сухого, тропического до холодного горного климата; Преобладающий климат умеренный с тёплыми температурами и умеренными осадками. Осадки варьируются от засушливых Оахака и северного Юкатана до влажных южных районов Тихого океана и Карибского моря.

### Культурные подзоны
Несколько отдельных субрегионов в пределах Мезоамерики определяются сближением географических и культурных особенностей, поэтому их границы можно воспринимать субъективно. Например, район майя можно разделить на две общие группы: низменность и высокогорье. Низменности далее разделены на южную и северную низменности майя. Южно-майяская низменность обычно рассматривается как охватывающая регионы северной Гватемалы, южного штата Кампече и Кинтану-Роо в Мексике и Белизе. Северная низменность покрывает остальную северную часть полуострова Юкатан. Другие области включают Центральную Мексику, Западную Мексику и Мексиканский залив.

### Топография
В Мезоамерике есть обширные топографические изменения, начиная от высоких вершин, ограничивающих Долину Мексики в пределах центральных гор Сьерра-Мадре до низких равнин на северном полуострове Юкатан. Самая высокая гора в Мезоамерике — Пико де Оризаба, спящий вулкан, расположенный на границе Пуэбла и Веракрус. Его высота составляет 5 636 метров.
Горы Сьерра-Мадре, состоящие из нескольких небольших хребтов, проходят из северной части Мезоамерики на юг через Коста-Рику. На данных территориях наблюдается вулканическая деятельность. Часть цепи Сьерра-Мадре, проходящая через центральную и южную часть Мексики, известна там, как Поперечная ветвь «Эдже Волканико» или «Трансмексиканский вулканический пояс». В пределах Сьерра-Мадре насчитывается 83 неактивных и активных вулкана, в том числе 11 в Мексике, 37 в Гватемале, 23 в Сальвадоре, 25 в Никарагуа и 3 на северо-западе Коста-Рики. По данным Мичиганского технологического университета, 12 из них по-прежнему активны. Самый высокий действующий вулкан — Попокатепетль (5 452 м.) находится в 70 километрах к юго-востоку от Мехико. Среди других крупных вулканов выделяются; Такану на границе Мексики и Гватемалы, Тахумулько и Санта-Мария в Гватемале, Изалько в Сальвадоре, Момотомбо в Никарагуа и Ареналь в Коста-Рике.
Одна из важных топографических особенностей — перешеек Теуантепек, низкое плато, разрывающее цепь Сьерра-Мадре между Сьерра-Мадре-дель-Сур на севере и Сьерра-Мадре-де-Чьяпас на юге. В своей самой высокой точке, перешеек достигает 224 метра над уровнем моря. Эта область также представляет собой кратчайшее расстояние между Мексиканским заливом и Тихим океаном в Мексике. Расстояние между двумя берегами составляет примерно 200 километров. Хотя северная сторона перешейка болотистая и покрыта густыми джунглями, перешеек Техуантепек, служил основным транспортным узлом, средством связи и экономическим маршрутом между Мезоамериканскими цивилизациями.

### Реки и озёра
За пределами северной майяской низменности реки в Мезоамерике встречаются повсюду. Многие из них играли решающую роль в местоположении поселений и городов, которые индейцы предпочитали строить непосредственно рядом с источником воды. Самая длинная река в Центральной Америке —Усумасинта, образуется в Гватемале, где сходятся реки Ла-Пасьон и Чиксо и проходит с севера, её длина составляется 970 километров, — 480 километров из которых судоходны и в конечном счёте впадают в Мексиканский залив.
Другие важные реки включают Рио-Гранде-де-Сантьяго, Грихальва, Мотагуа, реку Улуа и Рио-Ондо. Северная майянская низменность, особенно северная часть полуострова Юкатан, отличается почти полным отсутствием рек (в основном из-за абсолютного отсутствия топографических изменений). Кроме того, на северном полуострове нет озёр. Основным источником воды в этой области являются водоносные горизонты, к которым можно добраться через природные колодцы —сеноты. Вокруг подобных колодцев майя часто возводили города и посёлки, полностью полагаясь на запас воды в подобных колодцах.
Озеро Никарагуа с своей площадью в 8 264 километров, является самым большим озером в Мезоамерике. Озеро Чапала — самое большое пресноводное озеро в Мексике, а озеро Тескоко, наиболее известно как место, на котором был основан Теночтитлан, столица ацтекской империи, ныне озеро иссушено значительно уменьшено. Озеро Петен-Ица, в северной Гватемале, примечательно тем, что на его острове располагался, последний независимый майя-город — Тайясаль, просуществовавший вплоть до 1697 года. Другие крупные озера включают Атитлан, Исабаль, Гуйя, Лемона и озеро Манагуа.

### Экосистема
В Мезоамерике присутствуют почти все экосистемы, более известной из них является Мезоамериканская система барьерного рифа, вторая по величине в мире, и Ла Москития (состоящая из биосферного заповедника Рио-Платано, Тавакка Асанни, национального парка Патука и биосферного заповедника Босавас), вторая по площади в Северной и Южной Америке. На высокогорье присутствуют смешанные и хвойные леса. Флора и фауна отличается одним из самых богатых разнообразий в мире, хотя с каждым годом всё большее количество видов попадает в красную книгу и оказывается на грани исчезновения в результате губительной деятельности человека.

## Хронология и культура
Историю человеческого присутствия в центральной Америке можно поделить на несколько этапов и периодов; палеоиндейского, архаического, доклассического, классического и постклассического периодов. Последние три представлены мезоамериканскими культурами. Последний и колониальный период включает в себя время испанской конкисты. Различение ранних периодов (до начала классического периода) в целом отражает различные очертания социокультурной организации, характеризующиеся возрастающей социально-политической сложностью, принятием новых и разных стратегий существования и изменениями в экономической организации (Включая усиление межрегионального взаимодействия).

### Палеоиндейский и архаический период
Мезоамериканский палеоиндейский период предшествует появлению сельского хозяйства и характеризуется кочевой охотой и собирательством. Люди охотились на крупных животных примерно также, как и их дальние соседи в северной Америке и охота оставалась основным средством существования мезоамериканского палеоиндейца.
Архаический период (8000-2000 до н. э.) характеризуется ростом зарождающегося сельского хозяйства в Мезоамерике. Сначала люди начали культивировать дикие растения, одомашнивать диких животных. Под конец архаического периода, индейцы полностью переходят к оседлому образу жизни и развивают сельскохозяйственное производство. Раскопки в зоне Сипакате недалеко от побережья западной Гватемалы показывают, что люди выращивали там кукурузу в 3500 году до н.э. Раскопки в известном пещерном участке Коккатлан в Долине Техуакан, Пуэбла, в котором содержится более 10 000 початков «теосинтэ» (предшественников кукурузы) и пещере Гила Накиц в Оахаке демонстрируют один из самых ранних примеров сельского хозяйства в Мезоамерике. Вместе с переходом к оседлому образу жизни, появляются первые изделия из глины, найденные у залива Матанчен, в штатах Наярит и Герреро. Археологические раскопки культур Ла Бланка и Ухуште, показывают, что те создавали глиняные изделия уже в 2500 году до нашей эры.

### Доклассический/формирующийся период
Первой развитой цивилизацией в Мезоамерике стали ольмеки, населявшие регион побережья Мексиканского залива Веракрус в течение всего периода доклассики. Основные места присутствия ольмеков включают Сан-Лоренцо Теночтитлан, Ла-Вента и Трес-Сапотес. Хотя возраст каждого города разнится, все они существовали примерно с 1200 до 400 лет до нашей эры. Остатки других ранних культур, взаимодействующих с ольмеками, были найдены в археологических памятниках Такалик-Абах, Исапа и Теопантекуанитлан, а также на юге Гондураса. Исследования в Тихоокеанской низменности Чьяпас и Гватемалы предполагают, что Исапа и культура Монте-Альто, возможно, предшествовали ольмекам. Радиационно-углеродные образцы, связанные с различными скульптурами, найденными на позднем доклассическом участке Исапы, указывают на дату между 1800 и 1500 годами до н.э.
В течение среднего и позднего доклассического периода, в южных майяских нагорьях и низинах, а также на нескольких участках северной майяской низменности начала развиваться цивилизация Майя. Самые ранние памятники Майя появились после 1000 года до н. э. и включают Накбе, Эль-Мирадор и Керрос, более поздние памятники конца доклассического периода включают в себя Каминальхуйу, Сиваль, Эцна, Коба, Ламанай, Комчен, Цибильчальтун, Сан-Бартоло и другие.
Доклассика в центральных мексиканских высокогорьях представлена такими местами, как Тлапакойя, Тлатилько и Куикуилько. Эти культуры в конечном итоге были вытеснены цивилизацией Теотиуакана, важным археологическим памятником классической эпохи, который в конечном итоге доминировал в сферах экономики и культурного влияния на всей территории Мезоамерики. Поселение Теотиуакана датируется поздним периодом доклассики или приблизительно 50 годон н. э. В Долине Оахаки, археологический памятник Сан-Хосе-Моготе представляет собой одну из старейших постоянных сельскохозяйственных деревень в этом районе и первой, где были созданы керамические изделия. В ранний и средний период доклассики данная цивилизация создала оборонительные палисады, церемониальные памятники, использовала при строительстве саман и иероглифическое письмо. Также в данном обществе впервые появляются аскриптивные статусы, то есть деление общества на отдельные классы и касты, что обозначало радикальный сдвиг в социально-культурной и политической структуре. Сан-Хосе Моготе, в конечном счёте, уступил первенство городу Монте-Альбан, последующей столице империи Сапотеков, во время поздней доклассики. Доклассический период в западной Мексике, в штатах Наярит, Халиско, Колима и Мичоакан известен, как «Оссиденте» и пока слабо изучен. Данный период лучше всего представлен тысячами фигурок, добытых мародёрами из курганов.
- Голова ольмека, 1200-900 г. до  н.э.
- Статуэтка Тухтла
- ольмекская фигурка младенца 1200-900 г. до  н.э.
- Руины города Сан-Хосе-Моготе 1500-500 гг. до н. э.
- Здание Монте-Альбан. 200 гг. до н. э. — 200 гг. н.э.
- пирамида Эль-Мирадор, реконструкция. 600—300 гг. до н. э.

### Классический период
Классический период характеризуется ростом и доминированием нескольких государств-полисов, их изменчивым состоянием и способностью поддерживать региональное первенство. Первенство в данной роли занимают Теотиуакан в центральной Мексике и Тикаль в Гватемале. Монте-Альбан в Оахаке — ещё одно классическое государство, которое расширялось и процветало в течение этого периода, но столица Сапотеков оказывала меньшее межрегиональное влияние, чем два других города.
Во время раннего классического периода, Теотиуакан оказывал сильное культурное и политическое влияние в Мезоамерике. Многие архитектурные элементы и предметы искусства среди разных и отдалённых городах и поселениях копировались с таковых из Теотиуакана. По всей территории Мезоамерики встречается обсидиан пачука, торговля которого контролировалась Теотиуаканом.
Одновременно на большей части южных майяских низменностей доминировал город Тикаль в политическом, экономическом и военном отношении. Город контролировал обширную торговую сеть, простирающуюся на весь юго-запад Мексики, продавая обсидиан, импортированный из центральной Мексики (например, Пачука) и горной Гватемалы и нефрит из долины Мотагуа в Гватемале. Тикаль часто вступал в конфликт с другими государствами из петенского бассейна, а также с другими городами за его пределами, включая Уашактун, Караколь, Дос-Пилас, Наранхо и Калакмуль. В конце ранней классики этот конфликт привёл к военному поражению Тикаля от рук Караколя в 562 году.
Период поздней классики (начиная с 600 г. н. э. до 909 г. н. э.) характеризуется временем ужесточённой конкуренции между городами майя. Это в значительной степени было связано с уменьшением социально-политической и экономической мощи Тикаля. Поэтому в течение этого времени другие города поднялись до регионального уровня и смогли оказать большее межрегиональное влияние, включая Каракол, Копан, Паленке и Калакмуль (который был в союзе с Караколом и, возможно, помог в поражении Тикаля), Дос-Пилас, Агуатека и Канкун в регионе Петешбатун в Гватемале. Примерно в 710 году Тикаль начал возрождать свою мощь и начал строить сильные союзы, побеждая главных соперников. В районе майя поздний классический период закончился упадком майя, переходным периодом, связанным массовым исходом майя с построенных ими городов по не ясным и по сей день причинам. Одними из которых могла послужить нестабильная политическая обстановка или природные факторы; города майя были слишком зависимыми от природных источников воды и не имея технологий по транспортировке воды, перенаселённые города не справлялись с обеспечением водой населения. Однако ни одна из версий не является официально признанной и не может считаться достоверной. После краха майя между 850 и 1000 годами в северных майяских низинах развиваются государства «майя пук», такие, как Ушмаль, Сайиль, Лабна, Кабах и Ошкинток, которых отличает уникальная «бароккальная» архитектура с уклоном на детализацию архитектурных элементов. В поздний классический период наибольшее культурное и экономическое влияния среди майя оказывал город Чичен-Ица, чьи торговые пути простирались до центральной Мексики. Архитектура Чичен-Ицы сильно отличается от остальной архитектуры майя своим сильным центрально-мексиканским влиянием, что вероятно говорит о том, что город являлся долгое время вассалом империи Тольтеков.
- Пирамида луны, Теотиуакан.
- Частично реконструированные фасады дворца Кацальпапалотля
- Реконструкция стены дворца Ателелько, Теотиуакан
- Модель реконструкции поселения Гуачимонтонес 200–400 г.
- Шочикалько, храм Пернатого Змея
- Храм совы, Цибанче 200–600
- Главный дворец Паленке, 7 век.
- Рисунок майя, изображающий сцену войны между Тикалем и Чакмультуном 500-600 г.
- Барельеф из «храма масок» Кохунлич пр. 500 г.
- Маска Пакаля
- Изображение лица Пакаля, правителя Паленке, 603–683 года
- Керамическая фигурка из острова Хайны 650-800 год
- Стела из Копана, изображающая Вашаклахун-Убах-Кавиля, 13 правитель майяского Шукуупского царства 695–738 года
- Кабах, храм масок 7-10 век
- Фрагмент храма из Копана, который сумел сохранить штукатурку и покраску благодаря тому, что находился погребённым внутри другого здания.

### Постклассический период
Постклассический период начинается примерно с 900—1000 годов и характеризуется перераспределением и дроблением разных политических союзов. Цивилизация майя была в основном сосредоточена в северной низменности. После краха политической структуры Чичен-Ицы, наибольшее влияние стал оказывать город Майяпан в течение 200 лет, но и после его краха, политическое доминирования переходило между разными городами, такими, как Ошкуцкаб и Мерида, которые впоследствии исчезли под влиянием испанских конкистадоров, превратившись в мексиканские города. Тонина, в высокогорье Чьяпас и Каминальхуйу в центральной части Гватемалы, оставались важными культурными и политическими центрами южных горных майя. Каминальхуйу, оставался одним из самых старинных заселённых городов и существовал почти 2400 лет (c. 800 до н. э. до 1200 г. н. э.). Другие важные города майя включают в себя Гумарках, заселённый майя-киче, Сакулеу, представленный мам-майя, Мишко-Вьехо, населённый майя поконам и Ишимче, населённый какчикелями. Пипиль жили в Сальвадоре, а чорти в восточной части Гватемалы и северо-западе Гондураса.
Центральная часть Мексики в ранний постклассический период переживает политический рост влияния империи тольтеков с их столицей Тулой, которая после краха империи Теотиуакана сумела сохранить свою политическую структуру и продолжал функционировать как важный регионально центр. Поздняя часть пост классического периода связана с ростом империи ацтеков, проводивших агрессивную экспансионистскую политику и до прибытия испанцев, ацтеки оказывали почти абсолютное политическое доминирование во всей центральной Мексике, побережье Мексиканского залива, южном тихоокеанском побережье Мексики (Чьяпас и Гватемала), Оахаке и Герреро.
Тараски, (также известные как Пупепеча) обитали в Мичоакане и Герреро. Со своей столицей Цинцунцан тараски остались одними из немногих, кому удавалось отбиваться от походов ацтеков вплоть до прибытия испанцев. Другие важные постклассические культуры в Мезоамерике включают государство тотонаков, расположенное вдоль восточного побережья (в современных штатах Веракрус, Пуэбла и Идальго). В ныне мексиканских штатах Тамаулипас и севере Веракруса располагалось государство уастеков. Другие крупные города — Саачила и Митла — были представлены такими народами, как миштеки и сапотеки.
Постклассический период заканчивается прибытием испанцев и их уничтожением империи ацтеков. Некоторые майя продолжали удачно обороняться от испанцев, просуществовав вплоть в 1697 года, как город майя — Тайасаль. Некоторые мезоамериканские культуры никогда не достигали доминирующего статуса или не оставили впечатляющие археологические памятники, но, тем не менее, они заслуживают внимания. К ним относятся отоми, народности михе-соке (которые могли быть связаны с ольмеками) и северные юто-ацтекские группы народов, так называемые чичимеки, к которым причисляют кора, уичолей, чонталей, хуаве, пипиль, шинкан, ленкан и другие народы центральной америки.
- Камень, изображающий ацтекский календарь, 15 век
- Макет рынка Теночтитлана
- Реконструкция центральной площади Теничтитлана
- Руины ацтекского храма Санта-Сесилия-Акатитлан, Мексика.
- Руины храма Тулум, 1200–1450 года
- Дворец колонн, Митла, Оахака 12-го века
- Головной убор Монтесумы II, правителя Теночтитлана
- Герб Яньхуйлан
- Изображение ацтекских воинов.
- Уипиль, одежда-халат, типичная для женщин мезоамериканских культур. По-прежнему популярен у коренных мексиканок.
- Ацтекская женщина, кодекс Тудела

## Основные черты

### Архитектура
| Тикаль, макет реконструкции                                      | Образец дома зажиточной семьи майя |
| Тикаль, макет реконструкции и образец дома зажиточной семьи майя |                                    |

Архитектура культур мезоамерики отличается своей сложностью и богатством стилей по сравнению с остальными индейскими культурами нового света. Мезоамериканские государства — это прежде всего города, в центре которых размещались общественные, церемониальные здания, религиозные храмы и сооружения. Отличительные особенности архитектуры охватывают ряд различных региональных и исторических стилей, в частности основные деления приходится на южную архитектуру майя и центральномексиканскую или просто «мексиканскую». Эти стили развивались на разных этапах истории мезоамерики, но в результате интенсивного культурного обмена между собой на протяжении тысячи лет, имеют множество общих признаков. Другая особенность мезоамериканской архитектуры — её иконография. Монументальная архитектура украшалась изображениями религиозного и культурного значения, а также во многих случаях украшалась системой письма, которые рассказывали о достигнутых обществом знаниях, законах, истории и религии. Каменные здания всегда покрывали известняком и красили в яркие, преимущественно белые и красные цвета, реже жёлтые и зелёные. До наших дней сохранились только голые каменные руины.
Одной из главных особенностей мезоамериканской архитектуры заключается в её тесной связи с космологией, религией и географией, например расположение зданий и храмов как правило зависило от кардинальных направлений, их мифологических и символических значений в мезоамериканской культуре. Постоянное стремление воспроизвести религиозные убеждения в конкретных материальных формах, фактически делая мир воплощением своих убеждений, было общей особенностью культуры индейцев мезоамерики. Таким образом каждый город был построен, как микрокосм, проявляя то же разделение, что и существовало в религиозной, мифической географии — разделении между подземным миром и человеческим миром. В частности подземный мир по поверьям индейцев находился на севере, поэтому и здания, «связанные» с подземным миром, такие как гробницы, часто встречаются в северной половине города. Южная часть же представляла жизнь, пропитание и возрождение, поэтому и часто содержала структуры, связанные с непрерывностью и повседневной деятельностью городского государства. У многих мезоамериканцев, храмы ассоциировались с горами, стелы с деревьями, а сеноты были входом в подземный мир. Здания и храмы также намеренно строили под таким углом, чтобы они согласовывались с конкретными небесными событиями, так пирамиды, храмы и другие сооружения проектировались для достижения специальных световых эффектов в день равноденствия или другие важные религиозные праздничные дни. Ярким примером может служить Пирамида Кукулькана в Чичен-Ице, чья лестница образует тень ползающей змеи. Было замечено, что многие пирамиды повёрнуты на 15 ° к востоку от севера, что вероятно объясняется стремлением направить пирамиды к лицу заката 13 августа, который был датой начала мезоамериканского календаря длинного счёта.
В центре мезоамериканского города были большие площади, окружённые самыми важными правительственными и религиозными зданиями, такими как королевский акрополь, храмами на высоких пирамидах и площадками для игры в мяч. Храмы строились на высоких пирамидах, вероятно это было стремлением «приблизится» к небесам, однако недавние открытия показывают, что пирамиды строились и в погребальных целях. Сами храмы на вершине пирамиды представляли собой небольшие здания с алтарём в центре и украшенные массивной каменной или соломенной крышей или стеной. Рядом с храмами, в центре города располагались богато украшенные дворцы и дома знати. Сами пирамиды как правило представляли собой массивные постройки — талуды с платформами теблеро, хотя некоторые майя возводили «гладкие» пирамиды без таблеро. Здания, вне зависимости от социального статуса были одноэтажными. Здания для богатых людей украшались массивными крышами и барельефами, внутри такого здания располагался двор-колодец. Археологи также обнаружили, что подобные дворцы служили и гробницами для членов семьи. Среди майя существовала практика превращения жилых зданий в святые капища, когда в данном здании было похоронено несколько поколений из одной семьи.
Интересным аспектом мезоамериканских культур заключается в их отсутствии многих передовых технологий, которые, казалось бы, были бы необходимы для возведения таких массивных каменных конструкций. Не имея металлических инструментов, для строения грандиозных зданий, требовались в изобилии трудовые ресурсы населения. Основным строительным материалом служил тезонт, пористая, сильно окисленная вулканическая порода, здания затем покрывались толстым слоем штукатурки. Здания простолюдин строились на каменном фундаменте из деревянного каркаса, соломы и затем тоже покрывались штукатуркой. Дома украшали высокие наклонные крыши из дерева или соломы. Высокие наклонные крыши типичны для мезоамериканский архитектуры и встречаются по сей день в индейских поселениях.
Ещё одной особенностью мезоамериканской архитектуры заключается в том, что индейцы никогда не использовали в ней замковый камень, поэтому они не могли построить настоящие арки и вместо них создавали так называемые ложные, или скошенные арки, не дающие горизонтального распора и выложенные путём горизонтального напуска камней. Этот тип арки поддерживает гораздо меньший вес, чем настоящая арка. По этой причине арки в мезоамерике были узкими и имели как правило треугольную или трапециевидную форму.

### Календарь
У мезоамериканских цивилизаций как культур, практикующих сельское хозяйство, было принято делить год на 4 сезона, включающих 2 солнцестояния и 2 равноденствия. Наблюдение за сезонами и их климатические колебания было важным для мезоамериканских земледельцев.
Майя внимательно наблюдали сезонные колебания, события и записывали в свои альманахи такие события, как солнечные и лунные затмения, фазы Луны, периоды Венеры и Марса, движения различных других планет. Данные таблицы отличаются замечательной точностью, учитывая имеющиеся технологии и указывают на значительный уровень знаний среди астрономов майя, а также могли показывать будущее движения небесных тел и астрономических событий. У майя было 2 календаря, один религиозный 260-дневный календарь, другой 365-дневный, годовой календарь. Также майя отслеживали лунный цикл и сидерический период Венеры. 260-ти дневной календарь предназначался для того, чтобы отслеживать удачное время для посева полей, наблюдать религиозные праздники, отмечать движения небесных тел и увековечивать память государственных чиновников. 260-дневный календарь также использовался для предсказаний (как например католический календарь святых) и чтобы давать имена новорождённым.
Имена, данные дням, месяцам и годам в мезоамериканском календаре, взяты в основном из названий животных, цветов, небесных тел и культурных концепций, имеющих символическое значение в мезоамериканской культуре. Похожие календари использовались на протяжении всей истории мезоамерики почти каждой культурой. Даже сегодня несколько майяских групп в Гватемале, в том числе Киче, Кекчи, Какчикель и Михе из Оахаки, продолжают использовать модернизированную версию мезоамериканского календаря в быту.

### Письменность
Мезоамериканские рукописи, расшифрованные до настоящего времени, являются логограммами, объединяющими использование логограмм со слогом. Археологи и историки расшифровали пять или шесть разных письменностей, из которых лучше всего изучена письменность майя классического периода. Известно, что письменность существовала у ольмеков, сапотеков и Эпи-Ольмеков. Обширная мезоамериканская литература сохранилась благодаря её записи с использованием латинского алфавита после прихода испанцев.
Другие глифические системы письменности мезоамерики, принадлежащие культурам не майя, остаются предметом споров среди учёных, которые не могут прийти к соглашению, можно ли считать их глифические тексты примерами истинного письма или лишь как набор изображений и символов, используемых для выражений идей, в частности религиозных, но не передающих фонетику разговорного языка.
Примеры мезоамериканской письменности встречаются на стенах крупных каменных памятников, стелах, которые могут быть вырезаны на камне, нарисованы на штукатурке или на керамике. Известно о широком распространении грамотности среди мезоамериканского населения, письмом владели представители власти, дворянство, священники, художники и купцы. В Теночтитлане, столице империи ацтеков существовали общеобразовательные школы, которые могли посещать и дети простолюдин.
Мезоамериканцы создавали кодексы из бумаги, приготовленной из коры фикуса, которые расписывали кистью и цветными чернилами, украшая множественными изображениями. Книга состояла из длинной полосы подготовленной коры, которая складывалась, как «гармошка», образуя отдельные страницы прямоугольной или квадратной формы. Кодекс защищали деревянным переплётом.

### Арифметика
Мезоамериканские арифметические обработанные числа имеют как буквенную, так и символическую ценность. Для цивилизаций мезоамерики типична двадцатеричная система счисления. Для обозначения чисел использовались палочки и точки. Точки имели значение один, а палочки имели значение пять. Этот тип арифметики сочетался с символической нумерологией; цифра 2 означала происхождение, 3 было связано с домашним пожаром, 4 олицетворяло 4 угла вселенной, 5 означало нестабильность, 9 относилось к подземному миру и ночи, 13 — число света, 20 — изобилия, 400 — бесконечности. В данной системе счёта присутствовало число ноль и использовалось впервые культурой Трес-Сапотес, что является примером одного из самых ранних использований числа ноль.

### Еда и сельское хозяйство
Сельское хозяйство выступало опорой для существования цивилизаций в центральной Америке и стало зарождаться ещё Примерно в 6000 г. до н. э., когда охотники-собиратели, живущие в высокогорье и низменности Мезоамерики, начали развивать сельскохозяйственные методы с ранним культивированием сквоша и чили. Самый ранний пример выращивания кукурузы датируется c. 4000 до н. э. и был найден в пещере Гила Накиц, в Оахаке. Предыдущие образцы початков (5500 г. до н.э), похожих на кукурузу были задокументированы в пещере Лос-Ладрон в Панаме. Вскоре после этого поселения начали обрабатываться полуаграрными общинами на всей территории Мезоамерики. Хотя кукуруза является наиболее распространённым сельскохозяйственным растением, к 3500 году до н. э. люди также выращивали бобы, хикаму, огненно красную и остролистую фасоль, помидор и сквош. В то же время хлопок, юкка и агава использовались для волокон и текстильных материалов. К 2000 году до н. э. кукуруза была основным источником урожая в регионе и остаётся по сей день. Дерево Рамон или Брешт (Brosimum alicastrum) могли использоваться как заменитель кукурузы при производстве муки. Фрукты, такие, как авокадо, папайя, гуава, мамея, сапота и аннона также были важны в ежедневном рационе мезоамериканских культур.
В мезоамерике не хватало животных, пригодных для одомашнивания, особенно крупных копытных — отсутствие тягловых животных для транспортировки является одним уз самых заметных различий между Мезоамерикой и культурами южноамериканских Анд. Другие животные, включая утку, собак и индейку, были одомашнены. Индейка была первой одомашненной птицей, ещё около 3500 года до нашей эры. Собаки выступали в основном источником животного белка, а собачьи кости распространены в скрытых отложениях по всему региону.
Общества этого региона охотились на некоторые дикие виды, чтобы дополнить свой рацион питания. Это были как правило олени, кролики, птицы и различные виды насекомых. Они также охотились, чтобы приобрести предметы роскоши, такие как кошачий мех и птичье оперение.
Мезоамериканские культуры, жившие в низинах и прибрежных равнинах, стали вести аграрный образ жизни несколько позже, чем горные культуры, из-за того, что эти районы были привлекательнее для охотника и собирателя благодаря обилию фруктов и животных. Рыбалка также была важным источником продовольствия для низменных и прибрежных мезоамериканцев, что также создавало препятствия для образования аграрных культур в этих местах.
Мезоамериканские индейцы — это прежде всего люди, занимающиеся сельским хозяйством, без которого не было бы возможно зарождения высокоразвитых культур и цивилизаций в центральной Америке. Индейцы возделывали на своих полях в основном кукурузу, которая была и по сей день остаётся основным источником питания. Из кукурузы делали муку, лепёшки — тортильи. Алкоголь изготавливался из кукурузы, мёда, ананаса, кактусов и других фруктов. Блюда помимо маиса включали в себя приготовленные овощные и мясные/рыбные блюда в зависимости от региона. Блюда часто приправляли острыми специями. Мезоамериканские культуры также выращивали какао для приготовления горького и алкогольного напитка, который однако был дорогим и доступным представителям знати. Мезоамериканские индейцы страдали от алкоголизма, особенно майя или уастеки. Государство ацтеков вводило жёсткие ограничения на распитие алкоголя и практиковало жестокие наказания в виде поджога дома или даже смертной казни.

### Религия и мифология
Для представителей мезоамериканских культур было типичным поклонение богам. Мифологию и пантеон мезоамериканских культур можно охарактеризовать, как сложную политеистическую религиозную систему, которая однако сохранила некоторые элементы шаманизма и когда то эволюционировала из первобытных верований в силы элементов и природы. Так большинство божеств мезоамериканских пантеонов являются воплощением элементов, таких, как вода, огонь, воздух, земля или являются «астральными» божествами — воплощением солнца, звезды, созвездия, планеты. Сами божества представлены в виде антропоморфных, зооморфных и антропозооморфных существ, которые также были широко представлены скульптурами или изображались на стенах или предметах быта. Разные пантеоны обладали общими чертами в результате постоянно взаимовлияния разных культур. Например в большинстве пантеонов существует концепция бога — создателя, хранителя и разрушителя, которые проявляются в его разных ипостасях, но являются сторонами одного божества. Дуализм является важной особенностью многих божеств. Часто разные божества противопоставляются друг другу, положительные боги воплощают мужской род, солнце, силу, войну. Отрицательные же боги как правило воплощают женскую сторону, тьму, покой, мир, руну и т. д.
Типичная мезоамериканская космология рассматривает мир как разделённый на дневной, наблюдаемый солнцем и ночной, наблюдаемый Луной. Сам мир делится на три уровня, которые держатся на мировом дереве. Люди живут в среднем мире, верхний мир — небеса, обитель богов и мёртвых, умерших при определённых обстоятельствах или принесённых в жертву. Нижний и подземный мир населён мёртвыми и им правят супруги — боги смерти. Индейцы верили, что горы и высокие деревья соединяют средний и верхний миры, а пещеры являются входом в подземный мир.
Другой особенностью мезоамериканского пантеона была вера в то, что боги для поддержки своей жизни нуждаются в жертвах, которые могут принимать форму растений, животных, человеческой крови или даже самой человеческой жизни в зависимости от «каприза» определённого бога. Индейцы верили в связь между жизнью и смертью. Когда божество «питалось» чей либо смертью, оно могло затем порождать жизнь. Например у майя практиковалось жертвоприношения в виде скидывания девушек в природные колодцы, в надежде призвать дожди и избавится от засухи. Стеллы также изображают кровопролитные ритуалы, совершаемые правящими элитами, орлами и ягуарами, пожирающими человеческие сердца или растения/цветы, которые символизировали природу, кров и жизнь. Ацтеки практиковали массовые жертвоприношения пленных вражеских солдат на вершинах своих пирамид — теокалли, что также было эффективным методом устрашения покорённых и вражеских государств, не желающих подчиняться ацтекам. Смерть в бою также рассматривалась как форма жертвы и была почётной. Индейцы также часто практиковали кровопускание, так как кровь воплощала жизнь, в которой боги тоже нуждались. Кровопускание практиковали правящие элиты в ритуальных церемониях или простолюдины. Кровь пускали обычно через разрезание языка, мочек ушей или половых органов мужчины и женщины. Также существовала практика пропускания верёвки с шипами через язык или мочку уха.

### Игра в мяч
Почти каждая культура мезоамерики практиковала игру в мяч, которая ассоциировалась с религиозным, ритуальным обрядом. Данный вид спорта существовал уже 3000 лет до прибытия испанцев. В разное время, у игры были разные правила, одна из её версий — улама, сохранилась до наших дней и по сей день иногда проводится в Мексике в развлекательных целях. По территории всей мезоамерики было найдено более 1300 игровых полей для мяча, хотя все они значительно различаются по размеру, но имеют длинную и узкую форму и закрыты между двумя массивными стенами. Хотя правила игры в мяч не дошли до наших дней, вероятно игра была похожа на волейбол, где мяч необходимо постоянно перекидывать бёдрами или предплечьями, избегая его попадания на землю. Цель состоит в том, чтобы перекинуть мяч через кольцо на стене. Мяч был сделан из твёрдой резины и весил до 4 кг и более. Игроки защищали тела широкими поясами и сильно калечили свои тела во время игры. Играть могли и в развлекательных целях женщины и дети, но и в ритуальных целях, чтобы затем приносить игроков в жертву.

### Искусство
Мезоамериканское искусство начало формироваться в 2500 году до нашей эры; в тот период индейцы жили преимущественно небольшими общинами и образовывали деревни из 20-30 хижин. Тогда стали появляться первые керамические работы. Первая высокоразвитая цивилизация Ольмеков создавала сложные каменные/нефритовые украшение и скульптуры. Считается, что именно ольмеки принесли традицию возводить церемониальные центры и календарь.
Мезоамериканское художественное выражение было обусловлено идеологией и в целом сосредоточено на темах религии или социально-политической власти. Это в значительной степени основано на том факте, что большинство работ, которые пережили испанское завоевание, были общественными памятниками. Эти памятники, как правило, были построены правителями, которые стремились визуально узаконить своё социально-культурное и политическое положение, продемонстрировать личные качества и достижения. Таким образом, эти памятники специально создавались для публичного показа в виде стел, скульптур, архитектурных рельефов и другие типов архитектурных элементов (например, кровельные элементы). Другие темы искусства включают отслеживание времени, прославление города и поклонение богам — все они были связаны с явным усилением власти правителя и элиты, которые заказывали создание подобных памятников. Для мезоамериканского искусства было типично использование ярких красок и рисунков в виде орнаментов, людей, растений, богов или животных, которыми стремились богато украшать храмы и здания.

## Гендерные роли
Роль мужчины и женщины в мезоамериканских культурах сложно оценить из-за недостатков сохранившихся источников после испанской колонизации. Однако согласно обобщённых сведениям, это были патриархальные культуры, где мужчина занимал главенствующую позицию в обществе. Мужчина выступал земледельцем, воином, обладал религиозной и политической властью, а роль женщины сводилась к поддержанию семейного очага, воспитанию детей, ткачеству и готовке. Анализ костей женщин выявил признаки сильного износа, связанные с повторяющимся движением по измельчению кукурузы, предполагая, что женщины в основном были заняты этим трудом. Антропологи считают, что мужчины, женщины и дети в той или иной степени участвовали в сельском хозяйстве и домашнем труде. В частности мужчины занимались вспашкой земли, а женщины занимались посадкой и сбором урожая. При этом во многих культурах существовал чёткий запрет женщины на вспашку земли из-за культурных и религиозных соображений, так как вспашка и посадка ассоциировались продолжением рода человека, где женщины не могли иметь потомство без мужчины, а значит женщины не способны вырастить урожай без помощи мужчин. Другая важная задача женщины заключалась в приготовлении пищи, что могло занимать много часов и сил, так как необходимо было переработать кукурузу в муку и затем изготавливать пищу. Ещё одна важная роль женщины сводилась к уходу за домашними животными.
При этом социальный статус женщины разнился в зависимости от культуры. Например женщины майа имели возможность оказывать политическое влияние на город и даже становится лидерами. При этом войны, голод и нестабильность сильно ухудшали положение женщины. Государства с централизированной властью, восхваляющие военную агрессию наоборот сильно ограничивали женщин в правах, например ацтеки могли практиковать женское затворничество, а женщине строго запрещалось видеть и разговаривать с мужчинами не-родственниками. Тем не менее ацтекские женщины имели возможность становиться жрицами, а самой высокой властью среди женщин обладала жена правителя, чья задача заключалась в управлении внутренними делами государства, например снабжение продовольствием и отправление правосудия. Ацтеки поощряли деторождение у женщин и приравнивали к сражениям. По этой же причине женщины, умершие во время родов, также восхвалялись, как падшие воины и согласно религии, отправлялись в рай.
Рождаемость в традиционных мезоамериканских обществах оценивается в 55-70 рождений на тысячу населения или 8,8 детей на одну женщину. Такая высокая рождаемость сохранялась длительное время. Ещё в 19 веке рождаемость составляла 8,5 детей на женщину в Чиапасе и Мехико, а в 1990 году не посещавшие школу мексиканские женщины имели в среднем по 7,5 детей.
Сообщества индейцев центральной Америки также были представлены людьми из числа лгбт. При этом отношение к ним значительно разнилось в зависимости от разных культур. Например, тольтеки отличались крайне терпимым отношениям к лгбт, напротив, уровень нетерпимости ацтеков к гомосексуальности был достаточен, чтобы сравнивать его с Европой того времени. Тем не менее отношение к гомосексуальности во всех государствах было явно более терпимым среди знати и богатых людей, которые благодаря власти и состоянию могли избежать наказания.
В частности во всех культурах существовали так называемые бердаши — мужчины, которые одевались и вели себя как женщины, они часто выступали священнослужителями. Общество относилось к ним скорее как с мужчинам, или признавало их третьим полом. Прибывшие испанцы описывали их, как пассивных гомосексуалов, обращались с ними особо жестоко или даже заключали в сексуальное рабство. В культурах майа бердаши были прочно связаны со священнослужением, некоторые ритуалы предполагали вступление в половую связь посетителя со священником. Также священники и жрецы могли брать себе во служение мальчиков до половозрелого возраста, чтобы с помощью них также удовлетворять свои потребности до того, как мальчики достигнут возраста женитьбы или сами станут священниками. Тольтеки отличались своими терпимым отношением к разным видам нетрадиционных отношений и даже практиковали публичный секс. Майя-ица, позже завоевавшие данный регион установили ещё более свободные сексуальные отношения, а их религиозные ритуалы предполагали эротизм и массовые оргии. Южные государства майа осуждали данное явление, признавая это содомией и считали это причиной упадка государства ица, «которые из своих анусов рожали детей, не способных дальше вести общество».
У сапотеков гомосексуальные связи мужчин считались нормой, активные мужчины рассматривались, как гетеросексуальные. Многие из них, женясь на женщинах могли продолжать развлекаться с мальчиками или «третьим полом» — муше. Иногда мужчина оставлял брак после того, как его дети вырастали, чтобы жить со своим любовником. Муше по-прежнему существуют среди народа сапотеков в Мексике. Неоднозначное отношение к нетрадиционным сексуальным отношениям были у ацтеков. С одной стороны они унаследовали от мезоамериканской культуры религию и пантеон, который предполагает поощрение эротизма в своих ритуалах и терпимое отношение к ЛГБТ, одна из богинь — Шочикецаль была одновременно мужчиной и женщиной, а бог Шочипилли также олицетворял мужскую гомосексуальность и мужскую проституцию. Тем не менее сами ацтеки, как нация завоевателей восхваляла агрессивную мужественность, сопоставляя её с образом воина-завоевателя, а пассивное поведение причислялось женщинам и одновременно означало презрение и позор для мужчин. На представителей завоёванных наций, где мужественность не играла важную роль, ацтеки смотрели с презрением и понижали мужчин до статуса женщин, хотя и не навязывали им своё видение о гендерных ролях. Гомосексуальные отношения ацтеками признавались содомией, а людей, уличённых в однополых связях казнили разными способами. Активных геев сажали на кол, у пассивных извлекали органы через анальное отверстие, лесбиянок ждала гаррота. Также практиковались повешения. Тем не менее другие источники утверждают, что законы не использовались строго, «содомия» была широко представлена в кругу знати, а также среди ацтеков процветала проституция маленьких мальчиков до половозрелого возраста, которые красились и одевались, как женщины. Лесбиянство также существовало в ацтексом обществе, которых называли «патлачех» — женщины, осуществлявшие мужскую деятельность, в том числе и проникновение в других женщин.

## Наследие
Несмотря на то, что цивилизации Мезоамерики исчезли вместе с испанской конкистой, они значительно повлияли на формирование современных культур стран центральной Америки. Хотя современное население стран центральной Америки исповедует католицизм, оно также сохранило культ смерти индейцев, который выражается в отсутствии страха перед смертью, изображении скелетов в современном искусстве, празднования дня мёртвых и поклонению святой смерти частью населения. Индейская часть населения центральной Америки, даже после принятия христианства, по-прежнему практикуют языческие ритуалы, которые укоренились в индейских христианских общинах. Например для индейцев типично поклонение образам святых, которые сопоставлялись с языческими богами.
Современная мексиканская культура сформировалась в результате трёхвекового сосуществования испанских колонизаторов и местного индейского населения, преимущественно науа, находящегося в подчинительном положении. По мере интеграции индейской и испанских культур, в новой Испании зародился архитектурный стиль Чурригереско, представляющий собой вариацию испанского барокко и влиянием индейского зодчества. В начале колониальное эпохи, множество науа (народ, в чей состав входили и ацтеки) выступали художниками и изображали сцены из библии на стенах церквей и соборов. Когда индейцы, раннее работавшие скульпторами и архитекторами, стали после конкисты строить испанцам усадьбы и церкви, они под влиянием западной архитектуры создали новый и уникальный стиль — «текитки» (Tequitqui), представляющий собой синтез европейского и мезоамериканского искусств. Испанцы привлекали индейцев-архитекторов и художников с целью экономии средств, поэтому в данном стиле выполнены как правило менее значимые, боковые барельефы или фрески (как правило это было изображение листьев, ананасов, кукурузы, какао, животных итд), центральные элементы искусства доверяли уже испанским зодчим. Тем не менее текитки сегодня является уникальной особенностью мексиканской монументальной архитектуры.
Индейское влияние также заметно в традиционной одежде мексиканцев, например христиане носили сандалии хуараче, которые носили индейские группы науа до колонизации. Пончо и серапе, традиционные элементы мужской одежды также имеют индейское происхождение. Серапе выступало основным мужским одеянием для мужчин народов науа и других индейцев мексиканской долины. Ребозо, широкий женский платок и хипиль — платье-халат, также являются частью традиционной одежды женщины и имеет индейское происхождение.
Усиление индейского влияния на культуру центральной Америки наметилось после обретения независимости от Испанской империи и желания народа Мексики самоидентифицироваться.

## В современной культуре

### Стереотипы
В наше время, многие люди, имеющие поверхностное представление и знания о мезоамериканских культурах, как правило ацтеков, считают исключительной особенностью данных культур приносить человеческие жертвоприношения и в результате формируют для себя образ «жестоких и кровожадных дикарей» или в лучшем случае — «благородных дикарей», подобный стереотип подпитывается массовой культурой через литературу, комиксы и игры, имеющие свойства изображать культуры майа или ацтеков в гротескном, карикатурном виде. Хотя жертвоприношения и имели место во многих культурах мезоамерики, они никак не отражают некогда многогранную культуру и традиции индейских цивилизаций, также, как и, например, нельзя судить о европейский культуре по практике инквизиции. Современная мексиканская и гватемальская культура и искусство во многом унаследовали черты мезоамериканских индейцев. В результате предубеждений о мезоамериканских культурах, как экзотической «цивилизации дикарей», также распространено мнение, что индейцы были охотниками-каннибалами, что также является небрежным стереотипом, даже если индейцы и практиковали каннибализм, то с такой же частотой, что и население цивилизаций старого мира, население Центральной Америки — это прежде всего земледельцы, а их диета древних была схожа с современной мексиканский и гватемальской кухней и в основном состояла из кукурузы. Стереотипы также крепко связаны c разными теориями заговора, например верой в то, что мезоамериканские пирамиды строились не людьми, пришельцами для поклонения себе. Данные предубеждения уходят своими корнями ещё в историю, когда европейские колонизаторы из-за технологической отсталости индейцев, сформировали о них образ, как отсталых и примитивных людях. Долгое время западная цивилизация отрицала факт существования некогда развитой цивилизации в Центральной Америки, считая, что испанские Конкистадоры были склонны к крайне недостоверному и порой фантастическому описанию встреченных ими индейских культур. Переломный момент настал, когда Фредерик Кезервуд создал и опубликовал множество зарисовок найденных им руин Майя в лесу.
Мнение о примитивности мезоамериканских культур также долгое время подпитывалось широкой практикой подделывания индейских статуэток на фоне резкого роста интереса западного населения к доколумбовым культурам. Подделки приносили неплохой доход недобросовестным продавцам, а из-за отсутствия нужных технологий и поверхностных знаний о доколумбовых культурах, даже работники музеев часто не сомневались в подлинности скульптур. Подделки отличались гораздо худшим качеством и грубой отделкой и могли копироваться не из настоящих статуй, а например из «ширпотребных игрушек», в создание которых не вкладывали особых усилий, или же статуй, настолько разрушенных, что они не давали представление о своём первоначальном виде. Подделки затем выдавали за оригиналы, даже показывали в музеях Америки и Европы на рубеже XIX и XX веков. Это формировало образ примитивности мезоамериканских скульптурных изделий, что не соответствовало реальности, например майа в искусстве создания статуй и барельефов, не уступали многим культурам старого света.
Примером современного художественного произведения, в полной мере продвигающего негативные стереотипы является фильм Мела Гибсона Апокалипсис 2006 года — на данный момент, это самый известный и высокобюджетный фильм о мезоамериканской культуре, в конкретном случае — цивилизации майа. Фильм показывает народ майя дикими, жадными до крови людьми, и приписывает им многие жестокие практики, которые не существовали.
Помимо этого, многие люди полагают, что мезоамериканские индейцы прежде всего работали с камнем; создавали каменные изделия, украшения, возводили здания итд. В реальности же деревянная архитектура также существовала и искусство резьбы на дереве процветало, также, как и изготовление керамики, ткани и драгоценных металлов. Однако до наших дней остались в основном каменные изделия и реже — керамика. Вопреки любительским представлениям, индейцы не любили оставлять стены голыми, для монументальных сооружений была типична яркая полихромия чаще всего из белой и красной штукатурки, барельефы раскрашивали в яркие, чаще всего красные, жёлтые и зелёные цвета, что также нашло отражение в современной мексиканский и гватемальской архитектуре.
Другая существенная проблема помимо негативных стереотипов заключается в путанице принадлежности разных артефактов и руинов зданий к определённой цивилизации. В частности Центральная Америка выступала цитаделью многих цивилизаций, однако часто пирамиды или статуи, которые возводили например майа или тольтеки, могут по неосторожности приписываться ацтекам, а в ещё боле небрежных случаях — инкам.

## Государства
Мезоамерика являлась родиной многочисленных высокоразвитых культур и цивилизаций:
- Ацтеки
- Майя
- Миштеки
- Ольмеки
- Пурепеча
- Сапотеки
- Тольтеки
- Тотонаки
- Уастеки
- Чичимеки

Индейские языки Мезоамерики, принадлежащие к примерно 10 различным семьям (плюс несколько изолированных языков), тесно взаимодействовали между собой и приобрели ряд сходных черт, которые в настоящее время характеризуются как Мезоамериканский языковой союз. Хотя в настоящее время в Мезоамерике доминирует испанский язык, число носителей ряда местных языков (юкатекский майя, науатль, сапотекский, миштекский и др.) продолжает медленно расти.

## Комментарии
1. ↑  Например семья главного героя — это первобытное племя охотников-собирателей, в реальности же все майа занимались сельским хозяйством, строили дома, образуя крупные поселения. В фильме показывается практика жертвоприношений, что майа не делали. Подобным образом жертвы приносили только ацтеки, но это были военнопленные, помимо религиозных причин это совершалось с целью устрашения покорённых государств, чтобы избежать их возможного восстания. Также в фильме крайне недостоверно показаны костюмы действующих лиц. Фильм намеренно подчёркивает их примитивность и дикость.